# Sztucer kozienicki
Sztucer kozienicki – jednostrzałowy, skałkowy sztucer piechoty produkowany w latach 1790–1794 w Fabryce Broni w Kozienicach. Uznawany jest przez historyków wojskowości za pierwszy seryjnie produkowany karabin polskiej konstrukcji, przeznaczony dla Wojska Polskiego.

## Historia
Pomysł wyposażenia armii polskiej w tego rodzaju broń przypisuje się Tadeuszowi Kościuszce, który podczas amerykańskiej wojny o niepodległość w latach 1775–1783 widział skuteczność ochotniczych oddziałów myśliwych oraz farmerów uzbrojonych w broń myśliwską tzw. Kentucky rifles, którzy zadawali nią duże straty wojskom angielskim. Strzelcy ci, z powodu większej skuteczności ówczesnej broni myśliwskiej niż wojskowej, mogli razić żołnierzy angielskich z dużej odległości 500–600 metrów, jednocześnie sami pozostając poza zasięgiem ognia. Zwolennikiem koncepcji, że to Tadeusz Kościuszko zainicjował produkcję sztucerów oraz ich zastosowanie w wojsku polskim, był m.in. historyk wojskowości Konstanty Górski, który w Historii artylerii polskiej napisał, że „Promotorem musiał być generał Tadeusz Kościuszko, a niewątpliwie oparł się przy tem na własnych doświadczeniach z wojny o niepodległość Stanów Zjednoczonych”.
Produkcję sztucerów podjęto na mocy ustawy sejmowej Sejmu Czteroletniego z dnia 8 października 1789 roku. Ustawa ta była później uzupełniana i przewidywała wyprodukowanie broni krajowej produkcji na potrzeby utworzenia czterech batalionów strzelców celnych, a następnie kolejnych podobnych, tworzonych przy batalionach pieszych wojska polskiego. Te nowe oddziały, zwane w armii polskiej strzelcami celnymi lub jegrami służące w piechocie wojska polskiego, miały być uzbrojone w nowy oraz bardziej skuteczny rodzaj broni strzeleckiej – sztucery z gwintowaną lufą. Umieszczony wewnątrz lufy gwint wprowadzający kulę w rotację sprawiał, że broń dalej niosła i była bardziej celna od broni gładkolufowej. Zanim zdecydowano się wprowadzić ją do użycia w czasie wojny, używali jej myśliwi do polowań na zwierzynę leśną. W okresie tym żadna armia na kontynencie europejskim nie była wyposażona ani w broń palną tego rodzaju, ani nie posiadała tego rodzaju jednostek strzelców. Oddziały tego typu szkolone były do walki w tyralierze i rażenia przeciwnika celnym ogniem z dużej odległości. Strzelcy celni pełnili w ówczesnym wojsku rolę strzelców wyborowych, a każdy z nich był w stanie w czasie trwania bitwy wyeliminować od kilku do kilkunastu żołnierzy wroga.
Decyzja sformowania takich oddziałów w Wojsku Polskim zapadła w sejmie 8 października 1789 roku. Projekt ich utworzenia opracował Tadeusz Kościuszko wzorując się na oddziałach amerykańskich Rangersów. Podobnie jak w Ameryce rekrutowano do nich myśliwych oraz leśniczych, szczególnie spośród Kurpiów, którzy słynęli w Rzeczypospolitej z umiejętności strzeleckich. Kościuszko napisał dla nich Instrukcję ćwiczenia strzelców celnych wydaną przez Komisję Wojskową dnia 20 kwietnia 1791 roku. Według projektu naczelnika w skład każdej kompanii wchodziło 15 strzelców i jeden podoficer. Każdy regiment składał się z dwóch batalionów i liczył 120 strzelców i 8 podoficerów. Do czerwca 1792 roku zostało wyszkolonych i uzbrojonych 7 regimentów piechoty, w sumie 896 strzelców. Aby ich uzbroić, 400 sztucerów sprowadzono z Prus, a pozostałe 500 szt. było krajowej produkcji sztucerami kozienickimi.
Sztucery wykorzystywane były bojowo podczas wojny polsko-rosyjskiej 1792 roku w obronie Konstytucji 3 maja oraz w insurekcji kościuszkowskiej w 1794 roku. Łącznie w owym czasie co najmniej 1000 żołnierzy pododdziałów strzelców polskich regimentów piechoty wyposażono w tego rodzaju precyzyjną broń z gwintowaną lufą.

## Budowa broni

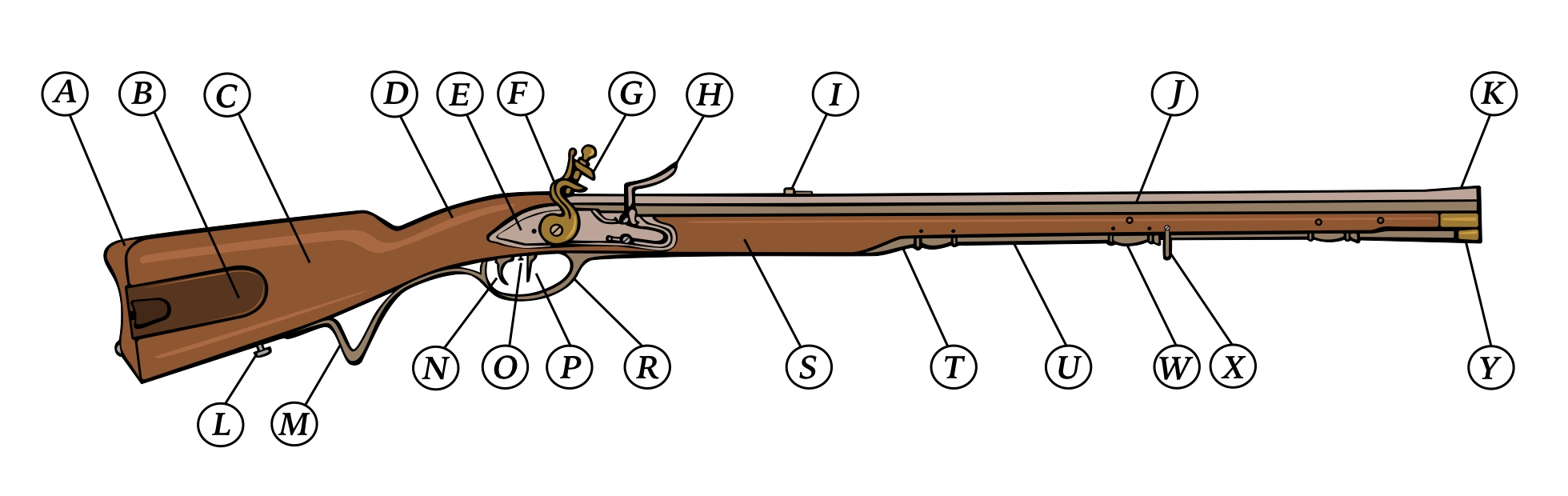
Schemat budowy sztucera kozienickiego. A – trzewik, B – szufladka na skałki, C – kolba, D – szyjka kolby, E – blacha zamka, F – kurek, G – szczęki kurka, H – panewka, I – celownik szczerbinkowy uchylny, J – lufa, K – muszka kulkowa, L – grzybek na pas, M – warkocz kabłąka, N – spust, O – śrubka regulacji spustu, P – przyspieszacz, R – kabłąk spustu, S – łoże kolby, U – stempel stalowy, X – zaczep na pas, Y – uchwyt stempla.

Twórcą broni był znany w I Rzeczypospolitej konstruktor broni palnej, a także twórca oraz zarządca kozienickiej fabryki broni, Andrzej Kownacki. W konstrukcji oraz formie karabin nawiązywał do wzorów niemieckich, pruskich, austriackich czy rosyjskich. Broń całkowicie wykonywana była w fabryce kozienickiej, dysponującej wówczas najlepszymi w kraju maszynami oraz narzędziami rusznikarskimi.
Sztucer był karabinem ze zblokowanym zamkiem skałkowym typu francuskiego, uruchamianym esowatym kurkiem oraz spustem z przyśpiesznikiem niemieckiego typu, którego czułość regulowana była śrubką. Ośmiokątna, gwintowana lufa osadzona była, za pomocą sztyftów, w łożu drewnianym zakończonym kolbą, w całości wykonanym z drzewa orzechowego. Drewno to sprowadzano z Wołynia, Podola i Ukrainy, natomiast stal do wykonania elementów metalowych przywożono w sztabach z Końskich, leżących w Staropolskim Okręgu Przemysłowym. Niektóre elementy karabinu wykonane zostały z mosiądzu. Po lewej stronie kolby umieszczony był wystający i wyprofilowany „przykład policzkowy”, a po prawej – wydrążona skrytka na łatki oraz skałki.
Karabin zaopatrzony był w podwójny celownik szczerbinkowy. Do broni dołączano stalowy stempel służący do dociskania kuli, zakończony cylindryczną mosiężną końcówką. Na jego środkowej części znajdowała się tulejka z antabką, służącą do zawieszania u pasa. Jego koniec umieszczany był na guzie umocowanym u spodu kolby. Broń nie była przystosowana do zakładania na lufę bagnetu ani kordelasa. Sztucer wykazuje duże podobieństwa w budowie do sztucerów niemieckich i pruskich. Broń jednak była solidnie wykonana i ergonomiczna.
Sztucer kozienicki mógł celnie razić wroga na dystansie 400–500 metrów, a wystrzelony pocisk osiągał prędkość początkową od 300 do 450 metrów na sekundę. Historycy szacują, że kozienicka fabryka broni wyprodukowała około 500 sztuk tej broni i pewną liczbę części, które nie zostały zmontowane.
Żeby wykorzystać strzeleckie zalety tej broni, jak większa donośność oraz celność, amunicja musiała być ściśle dopasowana do wnętrza lufy. Aby to osiągnąć, kaliber amunicji musiał być większy od kalibru lufy. Przed strzałem strzelec musiał nabić sztucer wykorzystując do tego stalowy stempel przy pomocy którego wbijał ołowianą kulę specjalnym drewnianym młotkiem. Załadowanie tej broni trwało dłużej niż używanej powszechnie wówczas w wojsku broni z gładką lufą. Ten sposób przygotowania do strzału utrzymał się do połowy XIX wieku.

## Zachowane egzemplarze
Nie jest znana dokładna liczba wyprodukowanych egzemplarzy tej broni. Historycy szacują, że wykonano jej co najmniej 500 sztuk. Niewiele sztucerów kozienickich zachowało się do czasów dzisiejszych.
Jedyny zachowany egzemplarz tego karabinu w polskich zbiorach (prawdopodobnie jedyny na świecie) znajduje się w Muzeum Wojska Polskiego w Warszawie i stanowi jednocześnie jedyny zachowany egzemplarz regulaminowej broni palnej wojska polskiego z okresu I Rzeczypospolitej. Egzemplarz jest sygnowany. Na lufie umieszczony jest numer egzemplarza oraz nazwa miejsca, w którym broń powstała „No 87 z Kozienic”. Broń oznaczają także dwie tarcze z herbami Rzeczypospolitej Obojga Narodów – Orłem i Pogonią. Na kolbie wyryte jest nazwisko właściciela, strzelca Józefa Borzęckiego.